# Úhel náběhu

Proudění vzduchu kolem profilu křídla (α je úhel náběhu)

Úhel náběhu je v aerodynamice označení pro úhel, který svírá vektor nabíhajícího proudu vzduchu s referenční přímkou tělesa (nejčastěji tětivou profilu křídla). Úhel náběhu je kladný v případech, kdy je letadlo ofukováno ze směru pod jeho vztažnou osu (podélná osa letadla, tětiva profilu).

Závislost součinitele vztlaku profilu křídla na úhlu náběhu.

Úhel náběhu profilu křídla má vliv na součinitel vztlaku, a tím i na výslednou vztlakovou sílu.